# Ono no Michikaze

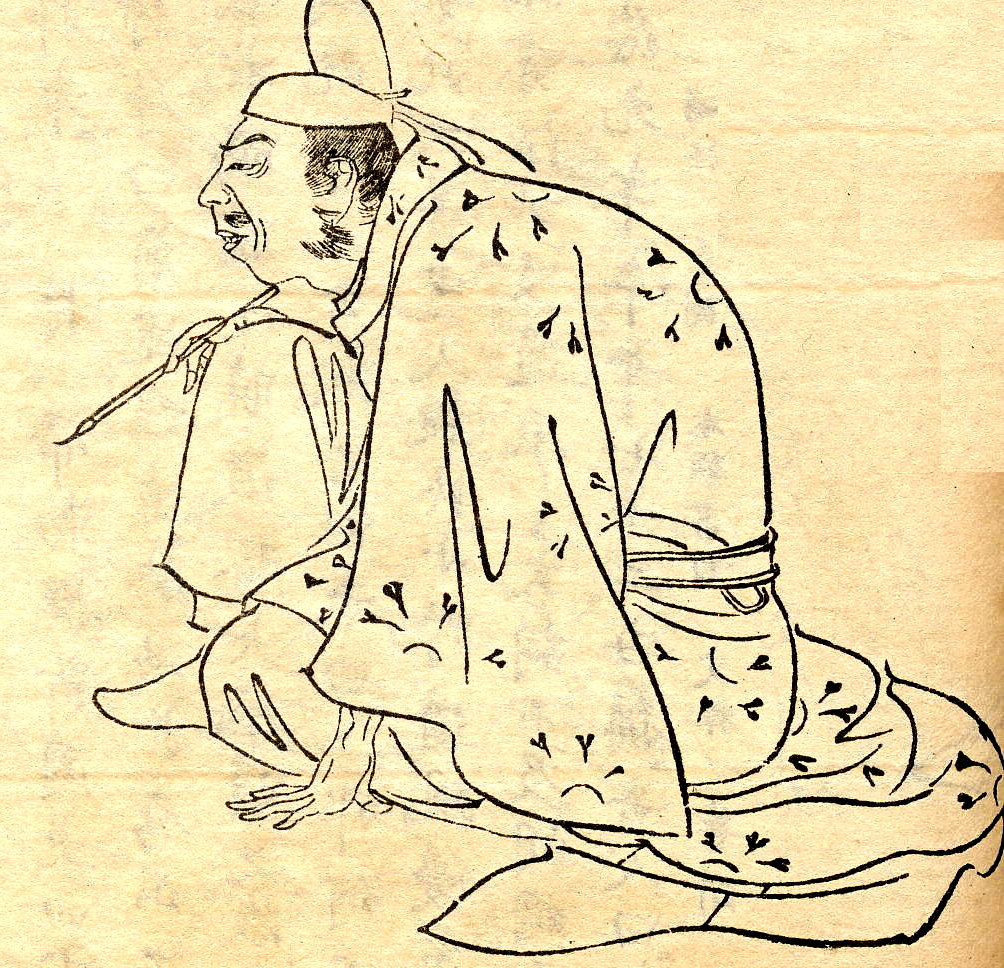
Ono no Michikaze

Ono no Michikaze hoặc Ono no Tōfū (小野 道風 Tiểu Dã Đạo Phong,  894 – 9 tháng 2 năm 966) là một Shodōka (nhà thư pháp Nhật Bản) sống vào thời kỳ Heian (794–1185). Được mệnh danh là Sanseki 三跡 (Tam Tích), cùng với Fujiwara no Sukemasa và Fujiwara no Yukinari, Tōfū được coi là người sáng lập thư pháp theo phong cách Nhật Bản hoặc wayōshodō (和様書道).

## Tiểu sử
Michikaze chào đời tại vùng đất nay thuộc Kasugai, Aichi, là cháu của thi sĩ-công khanh Ono no Takamura. Ông là một quan chức triều đình, nhà thơ và là nhà thư pháp nổi tiếng đương thời. Ông chuyên viết thư pháp đặc biệt cho ba vị Thiên hoàng trong suốt sự nghiệp của mình: Daigo (trị vì từ năm 897 đến 930), Suzaku (trị vì từ năm 930 đến 946) và Murakami (trị vì từ năm 946 đến 967). Danh tiếng của Michikaze cho phép ông phụng sự, ở tuổi hai mươi bảy, tại Seiryoden, nơi cư ngụ của triều đình.
Nhằm công nhận tài hoa tuyệt mỹ của ông, Thiên hoàng Daigo đã gửi tặng tăng sĩ Kanken hai tập tác phẩm của Michikaze vào năm 927, và thúc giục ông mang chúng theo trong chuyến đi đến Trung Quốc, và tuyên dương những thành tựu thư pháp của Michikaze.
Michikaze đã mất rất nhiều thị lực khi ông qua đời.

## Tác phẩm

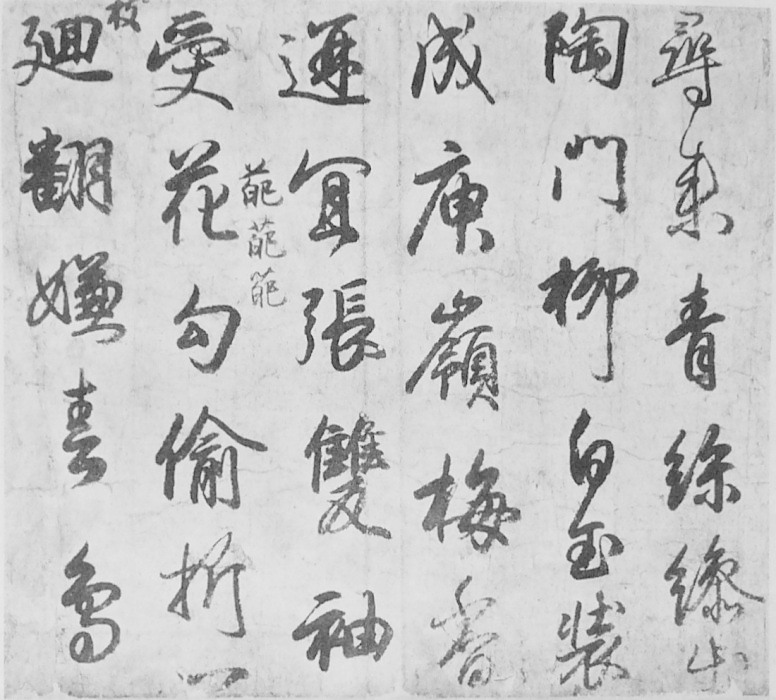
Nét bút họa qua từng chi tiết byoubu

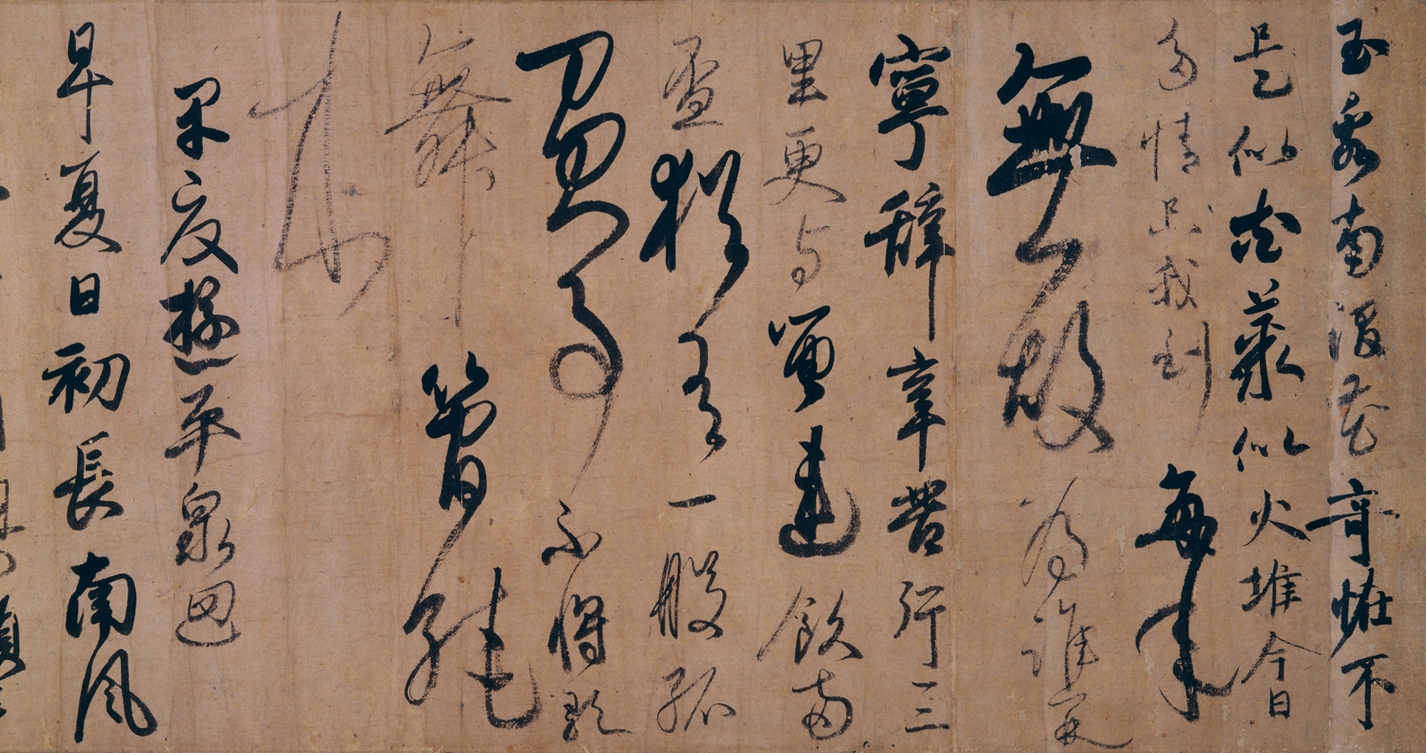
Khai bút Gyokusen-jo

Michikaze đã thực hiện bước đầu tiên trong việc Nhật Bản hóa nghệ thuật thư pháp, được du nhập từ Trung Quốc vào khoảng thế kỷ thứ 5. Các tác phẩm của ông bị ảnh hưởng đôi chút bởi phong cách của nhà thư pháp Trung Quốc huyền thoại thế kỷ thứ 4 Vương Hy Chi, tuy nhiên, ông đã thêm vào những nét bút tinh chỉnh của mình, dẫn đến cảm giác nhẹ nhàng hơn với đường nét thanh thoát hơn là viết theo kiểu thông thường dưới sự nghiêm ngặt của thư pháp Trung Quốc.
Ông đã tạo ra thư pháp theo phong cách Nhật Bản (wayō) mà sau đó được tinh chỉnh bởi hai bậc thầy khác, Fujiwara no Sukemasa và Fujiwara no Yukinari. Wayō được công nhận và thực hành, như một hình thức nghệ thuật thuần túy của Nhật Bản, cho đến giữa thế kỷ 19.
Michikaze cho thấy sự siêng năng trong các tác phẩm của mình, kết quả là hình thức nhân vật hoành tráng và những nét bút mạnh mẽ. Không bức thư pháp kana nào của Michikaze là còn tồn tại đến nay. Một số tác phẩm kanji còn tồn tại được cho là của Michikaze, nhưng chỉ một số ít được quy kết theo nghĩa tích cực. Một trong những tác phẩm nổi tiếng được gán mà không có nhiều bằng chứng cho Michikaze là một bản nháp vẽ dòng chữ trên một byoubu (tấm bình phong kiểu Nhật) hiện được gắn dưới dạng tranh cuộn trong bộ sưu tập Cơ quan Nội chính Hoàng gia Nhật Bản. Nó được thực hiện theo nguyên bản nửa chữ thảo (gyōsho), và bao gồm mười bài thơ của thi sĩ sống cùng thời với Michikaze là Oe no Asatsuna. Bộ sưu tập cũng có những kiệt tác khác của ông, như tranh cuộn Gyokusen-Jo, là những bài thơ của một nhà thơ Đường. Michikaze cũng được gán cho nhiều kohitsu-gire (tác phẩm thư pháp nổi tiếng) của thời Heian, trong đó một cuộn có bốn mươi chín bài thơ waka từ tập thứ mười hai – "Thơ Tình" – của tuyển tập thơ Heian thời kỳ đầu, Kokin Wakashū. Trong số những tác phẩm cuối cùng của ông có mười một lá thư, trong đó ông nuối tiếc cho tính phù du của kiếp người ngắn ngủi.

## Truyền thuyết

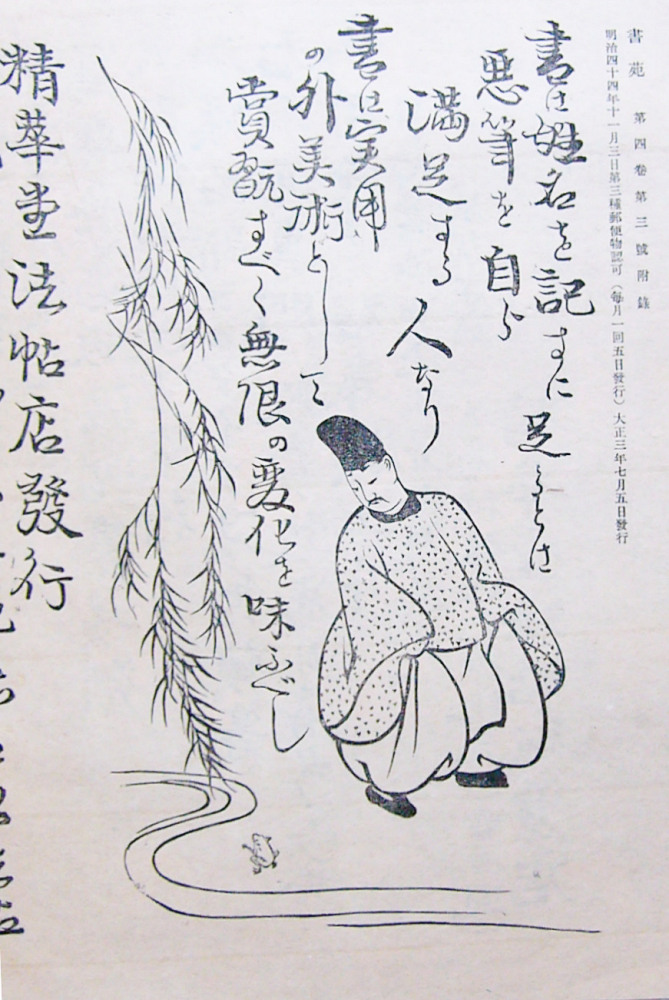
Ono no Michikaze và con ếch

Michikaze trở nên nổi tiếng nhờ sự miêu tả của ông trong các tấm thẻ Hanafuda. Câu chuyện diễn ra vào một ngày nọ, khi Michikaze cảm thấy không thỏa đáng về thư pháp của mình, ông bèn đi dạo ngoài trời mưa. Nhìn thấy một con ếch đang cố gắng nhảy lên cành liễu, hết lần này đến lần khác mất dấu, ông tự nghĩ thầm "Con ếch ngu ngốc kia! Dù ngươi có cố gắng bao nhiêu lần đi chăng nữa, ngươi sẽ không bao giờ có thể chạm tới được cây liễu đâu". Khi nghĩ đến điều này, cây liễu bị uốn cong trong một cơn gió lớn cho phép con ếch nhảy lên cây liễu. Michikaze sau đó nhận ra "Chính ta mới là kẻ ngu ngốc. Con ếch đã tạo ra cơ hội này bằng quyết tâm của mình. Cho đến bây giờ ta vẫn chưa siêng năng như con ếch này". Câu chuyện này khiến ông trở nên nổi tiếng trong thời Edo và kiếm được vị trí của mình trên cây liễu đặt trong tấm thẻ Hanafuda.

## Di sản
- Ngày 20 tháng 10 năm 2000 (Heisei 12), một con tem bưu chính "Liễu và ếch" trị giá 80 yên đã được phát hành, mô tả Michikaze đang xem một con ếch đang nhảy.
- Có một ngôi đền thờ vong linh của ông ở Kyoto, nơi linh hồn thiêng liêng của Michikaze được coi là đang bảo vệ những người phụ nữ địa phương bằng tình mẫu tử.
- Ono no Michikaze được mô tả trên "người mưa" của các thẻ chơi bài truyền thống Nhật Bản Hanafuda.